# By (eksperimentalfilm)
By er en dansk eksperimentalfilm fra 1995 instrueret af Katrine Marie Guldager efter eget manuskript.

## Handling
Katrine Marie Guldager læser sit digt By fra digtsamlingen Styrt op i København.